# Salinas (canton)
Pour les articles homonymes, voir Salinas.
Salinas est un canton d'Équateur situé dans la province de Santa Elena. Son chef-lieu est la ville de Salinas.

## Toponymie
« Salinas » signifie « salines » en espagnol.